# Nhóm hai người
Trong xã hội học, nhóm hai người (hay cặp) là nhóm xã hội nhỏ nhất có thể. Nhóm hai người có thể được liên kết thông qua mối quan tâm lãng mạn, mối quan hệ gia đình, sở thích, công việc, v.v. Mối quan hệ này thường dựa trên sự bình đẳng, nhưng cũng có thể dựa trên mối quan hệ không đối xứng hoặc phân cấp.
Sức mạnh của một mối quan hệ thường được đánh giá dựa trên thời gian các cá nhân dành cho nhau, cũng như là mức độ cảm xúc giữa hai người trong mối quan hệ.
nhóm hai người có thể không ổn định, vì để duy trì hoạt động của nhóm, cần sự hợp tác của cả hai phía. Nếu một trong hai người không hoàn thành nhiệm vụ, nhóm sẽ tan rã. Vì tầm quan trọng của hôn nhân trong xã hội, sự ổn định của họ là rất quan trọng. Vì lý do này, các cặp vợ chồng thường được thực thi thông qua luật pháp, kinh tế và tôn giáo.
Tình bạn trong một nhóm hai người đề cập đến mức độ tương tác trực tiếp và cụ thể nhất, thường đề cập đến các mối quan hệ ở tuổi thiếu niên. Trong đó, đáng chú ý nhất là mối quan hệ lãng mạn và tình dục. Ferdinand Tönnies đã coi nó như một mô hình đặc biệt của Gemeinschaft, 1887, như một cộng đồng tinh thần.

## Ý nghĩa
Trong thực tế, mối quan hệ giao tiếp giữa hai người đề cập đến mối quan hệ đối thoại hoặc giao tiếp bằng lời nói trực tiếp giữa hai người, liên quan đến ý tưởng, suy nghĩ, hành vi, lý tưởng, sở thích, các câu hỏi và câu trả lời liên quan đến cuộc sống hàng ngày và môi trường tự nhiên xung quanh. Một cuộc giao tiếp bất ngờ giữa hai người lạ trên đường và không có sự gắn kết lâu dài với nhau trong tương lai thì không thể được gọi là mối quan hệ giao tiếp giữa hai người.
Ví dụ về mối quan hệ giao tiếp giữa hai người: Cuộc đối thoại xảy ra giữa Jesus và Peter, Đức Phật và Ananda, hoặc giữa Socrates và Plato, cuộc đối thoại giữa họ không mang tính chất hướng ngoại, hời hợt, hay máy móc, mà thay vào đó, nội dung cuộc đối thoại gắn kết tâm trí của hai người thành một khối hình cầu thống nhất, nơi suy nghĩ của mỗi người tác động chặt chẽ đến nhau.
Một cuộc trao đổi ý tưởng lâu dài giữa hai người trong thời gian dài hoặc trong bất kỳ một khoảng thời gian, mà có khả năng tác động sâu sắc đến đối phương, thì đều được gọi là mối quan hệ giao tiếp giữa hai người.